# قطعنامه ۸۷۳ شورای امنیت
قطعنامه  ۸۷۳ شورای امنیت سازمان ملل متحد که در تاریخ ۱۳ اکتبر ۱۹۹۳ تصویب شد، سندی بین‌المللی دربارهٔ هائیتی است. این قطعنامه طی نشست ۳۲۹۱ام با ۱۵ رای موافق، ۰ مخالف و ۰ ممتنع تصویب شد.